# Порт Коломна
Акционерное общество «Порт Коломна» — речное транспортное предприятие, работающее в Москве, Воскресенске, Коломне, Рязани, Касимове.
Порт осуществляет грузоперевозки внутренним водным транспортом навалочных, генеральных и негабаритных грузов, добычу, переработку и продажу нерудных строительных материалов, погрузку, выгрузку, складирование, перевалку грузов на причалах в вышеперечисленных городах и пассажирские перевозки.
Предприятие также располагает своим конструкторским бюро и занимается проектированием, строительством, модернизацией и ремонтом речных судов.
В собственности порта имеется более 110 единиц флота, в том числе: буксиры, сухогрузы, землесосы, гидроперегружатели, плавучие краны и пассажирские суда.

## История
История порта берёт своё начало 17 мая 1858 года, когда был совершён первый рейс на пароходе «Москва» от Москвы до пристани «Коломна». Спустя более ста лет, 8 апреля 1975 года министром речного флота РСФСР был подписан приказ, согласно которому пристань «Коломна», в связи с возрастающими объёмами перевозок, получила статус порта. А 10 января 1994 года постановлением главы администрации города Коломны порт преобразован в открытое акционерное общество.